# Ортодоксальний троцькізм
Ортодокса́льний троцькі́зм — це гілка троцькізму, яка декларує, що прагне тісніше додержуватися філософії, методів і позицій Лева Троцького й раннього Четвертого Інтернаціоналу, ніж інші троцькісти.

## Історія
Першим троцькістським інтернаціоналом, який описував себе як ортодоксально-троцькістський, був Міжнародний комітет Четвертого Інтернаціоналу (МКЧІ). Незабаром після свого утворення в 1953 було написано відкритий лист, в якому описувалася традиція Четвертого Інтернаціоналу — ортодоксальний троцькізм — і було кинуто заклик «ортодоксальним троцькістам» гуртуватися в МКЧІ. Ортодоксальний троцькізм втілив свою опозицію до Міжнародного Секретаріату Четвертого Інтернаціоналу (МСЧІ), політику якого вони назвали «паблоїзмом». МКЧІ стверджував, що він один захищає принципи Четвертого Інтернаціоналу, тоді як «паблоїсти» підпорядковували міжнародний робітничий рух бюрократії чи буржуазним лідерам.
Подальша історія ортодоксального троцькізму — це історія МКЧІ. Її найбільша секція, американська Соціалістична робітнича партія, , пішла, щоб приєднатися до «паблоїстів» у 1963 році, зрештою повністю порвавши з троцькізмом у 1980-х роках, хоча частина залишилася вірною МКЧІ. 1973 року ортодоксальні троцькісти зазнали іншого розколу між Соціалістичною робітничою лігою (СРЛ) Джеррі Гілі та Міжнародною комуністичною організацією (МКО) П'єра Ламбера. Офіційним поясненням розколу було те, що МКО вважав, що ортодоксальний троцькізм має ґрунтуватися на перехідній програмі Троцького, тоді як СБЛ вважав, що оскільки перехідна програма була просто результатом застосування Троцьким марксистської діалектики, було можливо і навіть необхідно переглянути Троцького. Програма, як об'єктивна ситуація, змінилася.[4] Французька секція повернулася до МКЧІ у 2016 році як Партія Соціалістичної Рівності (Франція) (СРФ).

## Поточне становище
Сьогодні залишки МКЧІ продовжують характеризувати свою політику як ортодоксальний троцькізм. Інші групи прийшли до ортодоксального троцькізму з різних шарів суспільства, і, як і Міжнародний троцькістський комітет, вважають, що МКЧІ вже виродився, або як Комітет по зв’язкам з боєвиками Революційного Комуністичного Інтернаціоналу, що МКЧІ ніколи не представляв здорового ортодоксального троцькізму, але підтримував ранній Четвертий Інтернаціонал.
Ортодоксальний троцькізм зазнав критики зі сторони активістів третього соціалістичного табору та Міжнародної соціалістичної тенденції. Макс Шахтман з Робочої партії описав Четвертий Інтернаціонал як організацію ортодоксального троцкизма в 1948 році. МСТ також критикує традиції МКЧІ і МСЧІ як ортодоксальний троцькізм.